# Franco Pellizotti

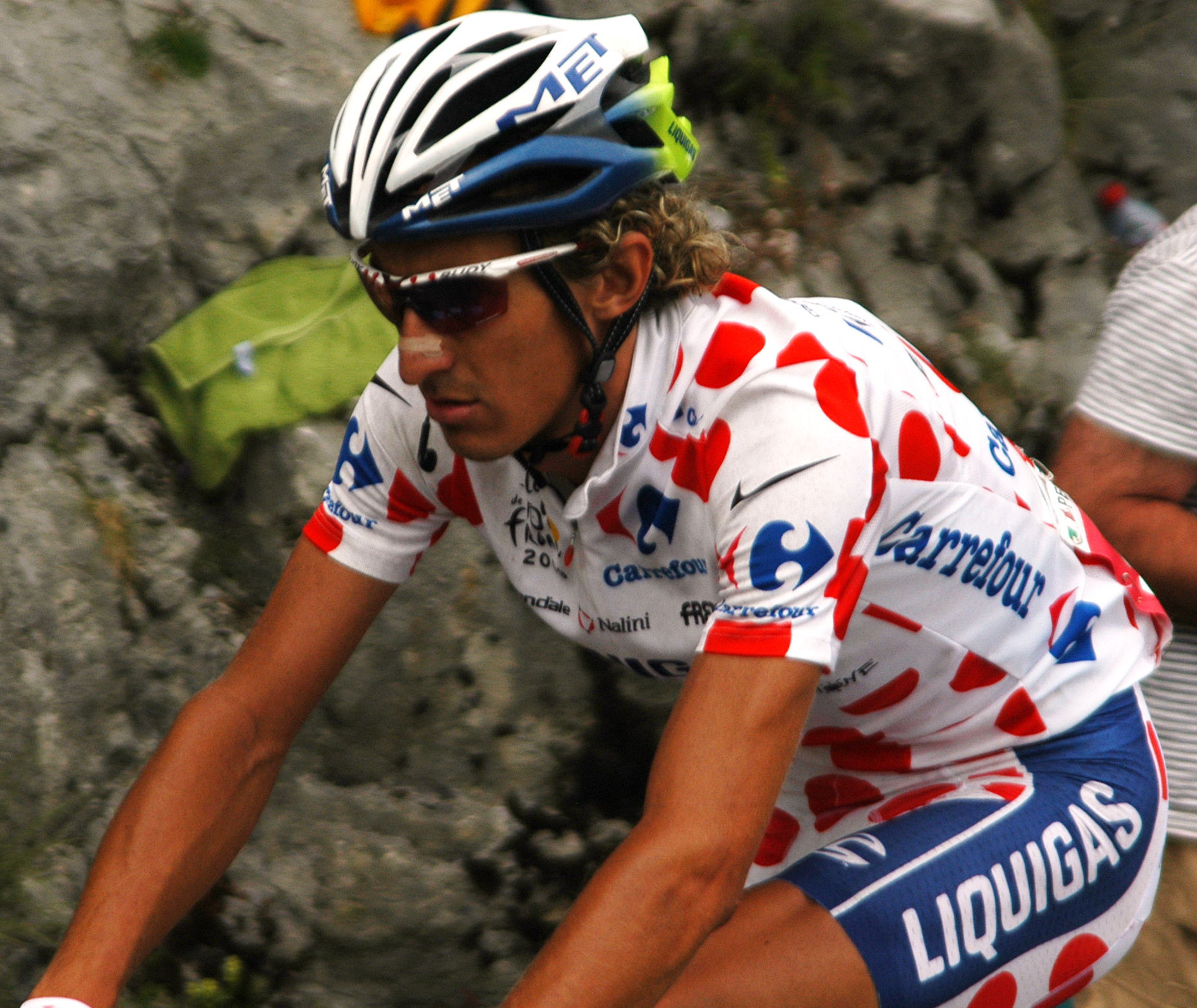
Franco Pellizotti under Tour de France 2009.

Franco Pellizotti, född 15 januari 1978 i Latisana, är en italiensk professionell tävlingscyklist. Han blev professionell 2001 med Alessio, med vilka han fortfarande cykla hos fram till slutet av säsongen 2004. Han cyklar sedan 2005 för det italienska UCI ProTour-stallet Team Liquigas. Han är känd som en klättrare och vann en etapp på Giro d'Italia 2006 och en etapp under tävlingen 2006. 
På Paris–Nice 2007 vann Pellizotti etapp 2. Han vann också tävlingens poängtävling.
I september 2008 slutade han trea på etapp 6 av Polen runt efter Jens Voigt och Tony Martin. Pellizotti vann etapp 16, ett bergstempolopp, av Giro d'Italia 2008 före landsmännen Emanuele Sella och Gilberto Simoni och under tävlingen bar han den rosa ledartröjan under fyra etapper i början av tävlingen. Under säsongen slutade han tvåa i Slovenien runt bakom Jure Golcer.
Franco Pellizotti slutade trea på etapp 4 av Giro d'Italia 2009 bakom landsmännen Danilo di Luca och Stefano Garzelli. På etapp 10 slutade han på en andra plats bakom Danilo di Luca. Franco Pellizotti vann etapp 17 av Giro d'Italia genom en soloattack och han vann etappen 42 sekunder framför Stefano Garzelli. Italienaren slutade tvåa på etapp 19 bakom spanjoren Carlos Sastre. Tävlingen slutade Franco Pellizotti på tredje plats bakom segraren Denis Mensjov och tvåan Danilo di Luca. I juli fortsatte han till nästa Grand Tour, Tour de France 2009, där han slutade tvåa på etapp 9 strax bakom Pierrick Fédrigo. Pellizotti blev utsedd till den mest offensiva cyklisten under etapp 9 och 16. När tävlingen var över stod det klart att Pellizotti vunnit bergspristävlingen men också att han hade blivit utsedd till den mest offensiva cyklisten under hela tävlingen.

## Meriter
2001 – Alessio
20:e, Vuelta a España
2002 – Alessio
1:a, etapp 6 – Tirreno-Adriatico
1:a, etapp 4 – Baskien runt
1:a, – Tour de Frioul
1:a, etapp 5, Polen runt
2003 – Alessio-Bianchi
2:a – Milano–Turin
3:a – Grand Prix de Larciano
9:a – Giro d'Italia
16:e – Liège–Bastogne–Liège
2004 – Alessio-Bianchi
1:a – Gran Premio di Chiasso
2:a – Coppa Sabatini
2:a – Tour de Frioul
11:a – Giro d'Italia 2004
2005 – Liquigas-Bianchi
1:a – Settimana Internazionale Coppi e Bartali
1:a, etapp 2, Settimana internazionale di Coppi e Bartali
3:a, etapp 19, Tour de France 2005
2006 – Liquigas
1:a, etapp 10, Giro d'Italia 2006
10:a – Clásica de San Sebastián
8:a, Giro d'Italia 2006
2007 – Liquigas
1:a, etapp 2 – Paris–Nice
1:a, poängtävlingen – Paris–Nice
1:a, Memorial Marco Pantani
2008 – Liquigas
1:a, etapp 15, Giro d'Italia 2008
2:a, etapp 3, Giro del Trentino
2:a, Slovenien runt
2:a, etapp 1, Polen runt (lagtempoetapp)
2:a, etapp 3, Slovenien runt
3:a, Giro d'Oro
3:a, etapp 6, Polen runt
2009
1:a, etapp 17, Giro d'Italia 2009
1:a, Bergspristävling, Tour de France 2009
2:a, etapp 10, Giro d'Italia
2:a, etapp 19, Giro d'Italia
2:a, etapp 9, Tour de France 2009
3:a, Giro d'Italia
3:a, etapp 4, Giro d'Italia

## Stall
- Alessio 2001–2004
- Team Liquigas 2005–